# Abot-Kamay na Pangarap
Abot-Kamay na Pangarap es una serie de televisión filipina producida y emitida por GMA Network desde el 5 de septiembre de 2022 se estrenó en la programación de la cadena Afternoon Prime y los sábados Star Power sa Hapon reemplazando a Apoy sa Langit y culminó el 19 de octubre de 2024 siendo reemplazada por Lilet Matias Attorney at law en su franja horaria. La serie es la más larga de la cadena según el número de Episodios. Está protagonizada por Carmina Villaroel y Jillian Ward.

## Argumento
Analyn es una genio que nació pobre y fue criada por su madre analfabeta y enfermiza. Se gradúa de la escuela secundaria a la edad de 12 años y sueña con ser médica para ayudar a los menos privilegiados. Se gradúa en la facultad de medicina a los 19 años y se convierte en la residente de cirugía más joven de un gran hospital.
A pesar de sus logros, tiene que lidiar con el acoso y la competencia de sus compañeros médicos, quienes se ven amenazados por su edad e inteligencia.

## Temporadas
Aclaración está tabla representa los episodios siguiendo la emisión que tuvo en su país de origen. La serie está dividida en 4 temporadas.
| Temporada | Temporada | Episodios     | Episodios     | Emisión original         | Emisión original      |
| Temporada | Temporada | Episodios     | Episodios     | Primera emisión          | Última emisión        |
| --------- | --------- | ------------- | ------------- | ------------------------ | --------------------- |
|           | 1         | 1-162         | 1-162         | 05 de septiembre de 2022 | 12 de marzo de 2023   |
|           | 2         | 163-348       | 163-348       | 14 de marzo de 2023      | 19 de octubre de 2023 |
|           | 3         | 349-presente  | 349-presente  | 20 de octubre de 2023    | Por confirmar         |
|           | 4         | Por confirmar | Por confirmar | Por confirmar            | Por confirmar         |

## Reparto

### Principales
- Carmina Villarroel como Lyneth Santos-Tanyag: Creció pobre y sin educación, pero solía estirar huesos.Ella es la amorosa madre de Analyn (Jillian Ward), quien lava autos y ayuda por las mañanas y vende flores todas las noches.
- Jillian Ward as Analyn Santos Tanyag[2]- La hija inteligente, servicial y cariñosa de Lyneth  (Carmina Villarroel) . Su sueño es terminar la escuela y convertirse en cirujano.

### Secundarios
- Richard Yap como Roberto Jose "RJ" Tanyag: Neurocirujano inteligente y reconocido que proviene de una familia de médicos.Padre de Analyn Santos(Jillian Ward) hijo de Joselito "Pepe" Tanyag (Leo Martinez) y hermano de Giselle Tanyag (Dina Bonnevie).
- Dominic Ochoa como Michael Lobrin: Propietario de un taller de automóviles. Útil, leal y comprensivo.Se sentía bien con la madre y la hija Lyneth y Analyn.
- Pinky Amador como Moira Tanyag: Filántropo, dueño de un restaurante y proviene de una familia rica propietaria de hospitales.Ella es la esposa del Dr. RJ Tanyag (Richard Yap) y madre de Zoey Tanyag (Kazel Kinouchi).
- Andre Paras como Luke Antonio: El guapo, encantador y residente junior de neurocirugía. Es amable con los pacientes, por eso le agrada a mucha gente.
- Wilma Doesnt como Josa Enriquez-Valencia: Es la mejor amiga de Lyneth. La ingeniosa y amable madrina de Analyn, que también es una trabajadora vendedora de bolas de pescado.
- Kazel Kinouchi como Zoey Tanyag/Zoey Benitez: Es la hija de Carlos Benítez (Allen Dizon) y Moira Tanyag (Pinky Amador).Sueña con ser médico como su padrastro RJ (Richard Yap).
- Jeff Moses como Reagan Tibayan
- Dexter Doria como Susana "Susan" Burgos
- Chuckie Dreyfus como Raymund "Ray" Meneses
- Ariel Villasanta como Cromwell "Croms" Valencia

### Recurrentes
- Denise Barbacena como Eula Sarmiento
- Patricia Coma como Grace Villar
- Alexandra Mendez como Jhoanne Lery H. Dizon
- John Vic De Guzman como Kenneth "Ken" Prado
- Che Ramos-Cosio como Katherine "Katie" Enriquez
- Eunice Lagusad as Karen Elise G. Caudal
- Alchris Galura como Evan Andrew L. Nicolas
- Anya Gonzalez Almario como Joy Cruz
- Leo Martinez como Joselito "Pepe" Tanyag
- Dianne dela Fuente como Patricia Menor
- Allen Dizon como Carlos Benitez
- Dina Bonnevie como Giselle Marie Tanyag
- Ken Chan como Lyndon Javier
- Prince Clemente como Neskrist "Krist" Ilustre
- Chanel Latorre como Luningning "Ning" Sandoval
- Fritzie Aquino como Nerissa Azarcon
- Sam Pinto como Denise Evangelista
- Raheel Bhyria como Harrison "Harry" Benitez
- Carlo San Juan como Vico Manalastas
- Michael Sager como Mico de Ocampo
- Kirsten Gonzales como Bridgette Lavezares
- Tontón Gutiérrez como Eric Refuerzo
- Klea Pineda como Justine Refuerzo
- Marx Topacio como Omar "Dax" Dacanay
- Chrome Príncipe Cosio como Mark Gonzaga
- Pilar Pilapil como Chantal Dubois vda. de Rutaquio
- Sophia Senoron como Daphne

### Personajes invitados
- Heart Ramos como la joven Analyn Santos
- Sophie Albert como Hazel Roces
- Kyle Ocampo como young Zoey Tanyag
- Chlaui Malayao como Wendy
- Elia Ilano como la joven Grace Villar
- Jenzel Angeles como Sheba
- Alvin Francisco como Alvin
- Winston Tiwaquen como Win
- Jon Lucas como Timothy "Tim" Campos
- Melissa Mendez como Tim's mother
- Ariella Arida como Shamcey
- Joyce Ching como Faith Villar-Castillo
- Shaira Diaz como Olivia "Olive" Garcia
- Jan Marini como Denoy
- Lianne Valentin como Riza
- Anjo Damiles como Oscar
- Betong Sumaya como Obet Villarin
- Zonia Mejia como Jemily Villarin
- Arny Ross como Bea Almasan
- Samantha Lopez como Cherry Mendoza
- Mavy Legaspi como Jordan Mendoza
- Cassy Legaspi como Jewel Mendoza
- Max Collins como Izzy
- Dion Ignacio como Bart
- Pekto como Elmer
- Gabby Eigenmann como Benedicto "Benny" Caballero
- Jamir Zabarte como Darwin Caballero
- Archie Alemania como Lando
- Shanelle Agustin como Jyra
- Ryan Eigenmann como Arman Tinio
- Stanley Abuloc como Toybits
- Sue Prado como Mildred
- Haley Dizon como Cindy
- Crystal Paras como Marga
- Tess Antonio como Priscilla Ortiz
- Ejay Fontanilla como Arman de Vera
- Gino Ilustre como Dr. Villarica
- Frances Ignacio como Eleanor Villarica
- Arra San Agustin como Emily
- Angel Leighton como Valeen Ferrer
- Leanne Bautista como Precious
- Manilyn Reynes como Melba Salazar
- Pauline Mendoza como Katelyn Salazar
- James Marco como Bogs
- Gian Magdangal como Lander Soler
- Thou Reyes como Quinito
- Euwenn Mikael como Andoy
- Pokwang como ella misma
- Shayne Sava como Giselle más joven
- Abdul Raman como Eric más joven
- Brianna Advincula como la joven Justine
- Lucas Conde como Froilán
- Jackie Lou Blanco como Leticia "Lotus" Madrigal
- Cecil Paz como Bogart
- Lloyd Samartino como abogado. Constantino
- Mia Pangyarihan como Guardián Reyes
- Ginebra Cruz como Irene Castro-Benítez
- Jem Manicade
- Jana Trias como Ninang
- Ian Ignacio como Germie
- Elías Alejo como Carla Madrigal
- Cai Cortez como Joyce
- Gene Padilla como Empoy
- Marco Madrigal
- Jemwell Ventenilla como Arman
- Ronnie Liang como Dr. Maniago[3]
- Shyr Valdez como Violeta "Violy" Reyes
- Ruru Madrid como Elias P. Guerrero / Black Rider[4]
- Empoy Marquez como Oscar "Oka" Santos[4]
- Herlene Budol como Pretty[4]
- Alex Medina como Empoy
- Rodjun Cruz como Gabby Cifra
- Joyce Anne Burton como Lara Cecilio
- Mika Salamanca como Esmeralda Añuevo
- Pepita Curtis como Kimmy Chika
- Anjay Anson como la enfermera Tinoy
- Divina Valencia
- Eva Darren como Juanita "Juaning" Banaag / Juanita "Nita" Francisco
- Gladys Reyes como Morgana Go / Nushi G.
- Mark Herras como Gilbert
- Carlos Tarta como Olga
- Jess Martínez como Diwata
- Caprice Cayetano como Apple Francisco
- Madeleine Nicolas como Apo Binig-an

## Duración
La serie estaba dispuesta a emitirse hasta principios de 2023 pero se anunció que la serie se extiende hasta mediados de 2023. Debido al éxito rotundo de la serie se extiende nuevamente hasta enero de 2024. El actor Allen Dizon quien interpreta a Carlos Benitez anuncio en una entrevista que la serie se extiende hasta marzo de 2024. Mediante un comunicado hecho por el vicepresidente de GMA se anuncia que la serie se extiende hasta junio de 2024. En Junio se anuncia mediante Gma Integrated News por medio de Jillian Ward quien interpreta a la Doctora Analyn Santos nueva extensión hasta octubre de 2024 y finalmente está será su última extensión. Gracias a sus extensiones la serie se convirtió en la más larga de la cadena.

## Legado
La actriz Jillian Ward hizo un cameo como la Doctora Analyn Santos en la serie Royal Blood en el episodio 61. El actor Richard Yap hizo un cameo como el Doctor RJ Tanyag en la serie Magandang Dilag en el episodio 76.La actriz Jillian Ward hizo un cameo en la serie Black Rider como la Doctora Analyn Santos en los episodios 120 a 123. Los actores Ruru Madrid, Empoy Márquez y la actriz Herlene Budol, también hacen un cameo en Abot Kamay Na Pangarap con sus respectivos papeles en el episodio 509-511.